# Persone di cognome Thomas/Cestisti
| Questa pagina contiene informazioni ricavate automaticamente dalle voci biografiche con l'ausilio del template Bio e di un bot. L'aggiornamento è periodico e automatico e ricostruisce completamente la pagina. Se manca una persona in questa lista, sei pregato di non aggiungerla, ma accertati piuttosto che la sua voce biografica contenga il template Bio e che i dati anagrafici siano correttamente compilati. Se il template Bio manca, inseriscilo tu stesso o, in alternativa, metti l'avviso {{tmp\|Bio}} che ne segnala la mancanza. Se i dati riportati sono sbagliati, correggi direttamente la voce biografica; le modifiche saranno visibili in questa lista entro pochi giorni. Per chiarimenti vedi il progetto antroponimi. La lista contiene solo le 54 persone che sono citate nell'enciclopedia e per le quali è stato implementato correttamente il template Bio. Pagina aggiornata al 7 feb 2025. |

Questa è una lista di persone presenti nell'enciclopedia che hanno il cognome Thomas e sono cestisti.

## A(4)
- Aaron Thomas, cestista statunitense (Cincinnati, n. 1991)
- Adonis Thomas, cestista statunitense (Memphis, n. 1993)
- Adrian Thomas, ex cestista statunitense (Pembroke Pines, n. 1987)
- Amos Thomas, cestista statunitense (Oklahoma City, n. 1949 - † 2005)

## B(3)
- Billy Thomas, ex cestista statunitense (Shreveport, n. 1975)
- Brandon Thomas, cestista statunitense (Bitburg, n. 1984)
- Brodric Thomas, cestista statunitense (Bolingbrook, n. 1997)

## C(6)
- Cam Thomas, cestista statunitense (Yokosuka, n. 2001)
- Carl Thomas, ex cestista americo-verginiano (Saint Croix, n. 1976)
- Charles Thomas, cestista statunitense (Jackson, n. 1986)
- Chris Thomas, ex cestista e allenatore di pallacanestro statunitense (Indianapolis, n. 1982)
- Carl Thomas, ex cestista e allenatore di pallacanestro statunitense (Dayton, n. 1969)
- Charles Thomas, ex cestista e allenatore di pallacanestro statunitense (Dayton, n. 1969)

## D(8)
- Dave Thomas, ex cestista e dirigente sportivo canadese (Brampton, n. 1976)
- Doug Thomas, ex cestista statunitense (Los Angeles, n. 1983)
- Etan Thomas, ex cestista statunitense (Harlem, n. 1978)
- Danero Thomas, cestista statunitense (New Orleans, n. 1986)
- Deon Thomas, ex cestista e allenatore di pallacanestro statunitense (Chicago, n. 1971)
- Deshaun Thomas, ex cestista statunitense (Fort Wayne, n. 1991)
- Devin Thomas, cestista statunitense (Harrisburg, n. 1994)
- Donte Thomas, cestista statunitense (Olympia Fields, n. 1996)

## E(1)
- Erik Thomas, cestista argentino (Paraná, n. 1995)

## I(3)
- Ibrahima Thomas, cestista senegalese (Dakar, n. 1987)
- Irving Thomas, ex cestista statunitense (Brooklyn, n. 1966)
- Isaiah Thomas, cestista statunitense (Tacoma, n. 1989)

## J(6)
- Jim Thomas, ex cestista e allenatore di pallacanestro statunitense (Lakeland, n. 1960)
- Joe Thomas, ex cestista statunitense (Canton, n. 1948)
- Jamaal Thomas, ex cestista statunitense (San Antonio, n. 1980)
- Jermaine Thomas, ex cestista statunitense (Frederick, n. 1984)
- Jobey Thomas, ex cestista statunitense (Charlotte, n. 1980)
- John Thomas, ex cestista statunitense (Minneapolis, n. 1975)

## K(3)
- Kenny Thomas, ex cestista statunitense (Atlanta, n. 1977)
- Khyri Thomas, cestista statunitense (Omaha, n. 1996)
- Kurt Thomas, ex cestista e allenatore di pallacanestro statunitense (Dallas, n. 1972)

## L(1)
- Lance Thomas, ex cestista statunitense (Brooklyn, n. 1988)

## M(3)
- Matt Thomas, cestista statunitense (Decatur, n. 1994)
- Malcolm Thomas, cestista statunitense (Columbia, n. 1988)
- Mandell Thomas, ex cestista statunitense (Rochester, n. 1993)

## N(1)
- Novell Thomas, ex cestista e allenatore di pallacanestro canadese (Vancouver, n. 1975)

## O(1)
- Omar Thomas, ex cestista e dirigente sportivo statunitense (Filadelfia, n. 1982)

## R(2)
- Ron Thomas, cestista statunitense (Louisville, n. 1950 - Louisville, † 2018)
- Rashawn Thomas, cestista statunitense (Oklahoma City, n. 1994)

## S(2)
- Scott Thomas, cestista statunitense (Marion, n. 1989)
- Steve Thomas, ex cestista statunitense (Carrollton, n. 1981)

## T(6)
- TaShawn Thomas, cestista statunitense (Las Vegas, n. 1993)
- Terrance Thomas, ex cestista statunitense (Waco, n. 1980)
- Terry Thomas, cestista statunitense (Detroit, n. 1953 - † 1998)
- Tim Thomas, ex cestista statunitense (Paterson, n. 1977)
- Torey Thomas, ex cestista statunitense (White Plains, n. 1985)
- Tyrus Thomas, ex cestista statunitense (Baton Rouge, n. 1986)

## V(1)
- Víctor Thomas, ex cestista messicano (n. 1979)

## W(2)
- Will Thomas, cestista statunitense (Baltimora, n. 1986)
- Willis Thomas, ex cestista statunitense (n. 1937)

## Z(1)
- Zach Thomas, cestista statunitense (Maplewood, n. 1996)